# 2031 BAM
2031 BAM è un asteroide della fascia principale. Scoperto nel 1969, presenta un'orbita caratterizzata da un semiasse maggiore pari a 2,2340296 UA e da un'eccentricità di 0,1731799, inclinata di 4,74815° rispetto all'eclittica.
Il suo nome vuole ricordare la costruzione della BAM, linea ferroviaria Russia più specificatamente siberiana.